# Thatta
Thatta (sindsko ٺٽو‎, IPA: [ʈɦəʈːoː]; urdujsko ٹھٹہ, IPA: [ʈɦəʈːɑː]) je mesto v pakistanski provinci Sind. Thatta je bila srednjeveška prestolnica Sinda in je služila kot sedež moči trem zaporednim dinastijam. Njegovo gradnjo je leta 1495 ukazal Džam Nizamudin II. Zgodovinski pomen Thatte je prinesel več spomenikov v mestu in okolici. Nekropola Makli v Thatti, ki je na Unescovem seznamu svetovne dediščine, je mesto enega največjih pokopališč na svetu in ima številne monumentalne grobnice, zgrajene med 14. in 18. stoletjem, zasnovane v sinkretičnem pogrebnem slogu, značilnem za spodnji Sind. Mestna mošeja Šaha Džahana iz 17. stoletja je bogato okrašena z okrasnimi ploščicami in velja za najbolj dovršen prikaz polaganja ploščic v južni Aziji.

## Etimologija
Thatta se nanaša na obrečna naselja. Vaščani na podeželju spodnjega Sinda mesto pogosto imenujejo Thatta Nagar ali preprosto Nagar. Ime Thatta, enega najstarejših mest, je izpeljano iz perzijskega izraza Tah-Tah, ki dobesedno pomeni 'plast nad plastjo', kar pomeni naselje, ki je šlo skozi različne civilizacije. Ḳāni, učenjak iz 18. stoletja, je podal dve teoriji glede etimologije besede Thatta. Prva teorija nakazuje, da je Thatta izkrivljena beseda Teh Teh, ki se nanaša na preseljevanje ljudi iz severnih mest v Thatto. Druga teorija nakazuje, da ime izvira iz sindškega izraza thatt za 'kraj zbiranja'.

## Zgodovina

### Zgodnja zgodovina
Thatta je morda mesto starodavne Patale, glavnega pristanišča na Indu v času Aleksandra Velikega, čeprav je bilo mesto Patale predmet številnih razprav. Pred tem so ga Hindujci imenovali Sarnee Nagar, leta 332 pred našim štetjem pa so ga Grki prvič poimenovali Pattala ali Patala, nato pa je v mogulskem obdobju postal Nagar Tatta. Mohamed bin Kasim je zavzel regijo leta 711 n. št. po porazu lokalnega radže v bitki severno od Thatte. Nekateri zgodovinarji poročajo, da je bila Thatta starodavno pristanišče Debal, ki so ga omenili arabski osvajalci, čeprav drugi postavljajo pristanišče na mesto današnjega Karačija. V času omajadskih osvajanj so v regiji Sind živela majhna polnomadska plemena. Omajadsko osvajanje je v dotlej večinoma hindujsko in budistično regijo uvedlo islam.

### Srednji vek
Po invaziji Mahmuda iz Gazne na Sind v zgodnjem 11. stoletju so Gaznavidi leta 1026 postavili Abdula Razaka za guvernerja Tate. Pod vladavino Gaznavidov je lokalni poglavar Ibn Sumar, takratni vladar Multana, prevzel oblast v Sindu in ustanovil dinastijo Sumra, ki je od leta 1051 vladala iz Thatte naslednjih 300 let. Pod vladavino Sumre je bilo ismailsko šiitsko prebivalstvo deležno posebne zaščite. Dinastiji Sumra je v 13. stoletju začela upadati moč, čeprav sta Thatta in Indova delta ostali njihovi zadnji opori moči do sredine 14. stoletja.
Leta 1351 je dinastija Sama, rodu Radžput iz Sehvana, zavzela mesto in ga postavila tudi za svojo prestolnico. V tem času je nekropola Makli postala pomembna pogrebna lokacija. Mohamed bin Tugluk je umrl leta 1351 med kampanjo za zavzetje Thatte. Firuz Šah Tughlak je dvakrat neuspešno poskušal podrediti Thatto; enkrat leta 1361 in ponovno leta 1365.

### Portugalci
Leta 1520 je vladarja Same Džama Feroza premagal šah beg iz dinastije Arghun-Tarhun, ki jo je iz Afganistana izpodrinilo razraščajoče se Timuridsko cesarstvo v Srednji Aziji. Tarkhuni so sredi 16. stoletja zašli v nered, zaradi česar je Mohamed Isa Tarkhun (Mirza Isa Kan I.) leta 1555 poiskal pomoč pri Portugalcih. 700 portugalskih vojakov je prispelo na 28 ladjah, da bi ob njihovem prihodu ugotovili, da je Isa Tarkhun že izšel kot zmagovalec iz spopada. Potem ko so Tarkhuni zavrnili plačilo portugalskim vojakom, so Portugalci izropali mesto, oropali njegovo ogromno zakladnico zlata in pobili številne prebivalce. Kljub plenitvi Thatte leta 1557 je portugalski zgodovinar iz 16. stoletja Diogo do Couto Thatto opisal kot eno najbogatejših mest na Orientu.
Kljub temu je bilo nekaj portugalske prisotnosti v začetku 16. stoletja z osvojitvijo Hormuza s strani Afonsa de Albuquerqueja leta 1507, kar je začelo odnos s Sindom. Kasneje v prvem desetletju 16. stoletja so trgovci ustanovili tovarno (feitoria), ob koncu 16. stoletja pa samostan za redovniški red (Carmelitas Descalços), posvetni red bosih karmeličank.

### Moguli
Mesto je uničil Mirza DŽani Beg v 16. stoletju. Od leta 1592 med vladavino cesarja Akbarja je Thatto upravljalo Mogulsko cesarstvo s sedežem v Agri, kar je povzročilo upad blaginje mesta, saj se je nekaj trgovine preusmerilo v druga mogulska pristanišča.
Šah Džahan, ko je bil še princ, je poiskal zatočišče v mestu pred svojim očetom, cesarjem Džahangirjem. Med njegovo vladavino je bila provinca Thatta Subah izločena iz Subaha iz Multana, s prestolnico province v Thatti. Sestavljena je iz sodobnega Sinda. Leta 1626 se je v Thatti rodil 13. sin šaha Džahana, Lutfalah. Mesto je skoraj uničilo uničujoče neurje leta 1637. V znak hvaležnosti za gostoljubje, ki ga je prejel v mestu, ko je bil še princ, je Šah Džahan leta 1647 mestu podaril mošejo kot del prizadevanj za obnovo mesta, čeprav je bila dokončana šele leta 1659 pod vladavino njegovega sina Aurangzeba. Tudi sam cesar Aurangzeb je nekaj časa živel v Thatti kot guverner spodnjega Sinda.
Thatta je s prihodom evropskih trgovcev ponovno dosegla del svoje blaginje. Med letoma 1652 in 1660 je Nizozemska vzhodnoindijska družba imela majhno trgovsko postajo (comptoir ali tovarno) v Thatti. Ta je tekmovala z angleško, ki je bila ustanovljena leta 1635 in zaprta leta 1662. Ugotovljeno je bilo, da je imela Thatta v 1620-ih 2000 statev, ki so izdelovale blago, ki so ga izvažali v tujino v Azijo in na Portugalsko. Thatta je bila tudi dom uspešne industrije tkanja svile in usnjenih izdelkov, ki so jih izvažali po vsej Južni Aziji. Mesto so obiskovalci avguštinskih bratov v 1650-ih šteli za bogato mesto, čeprav so prisotnost transspolnih hidžr jemali kot znak domnevne moralne izprijenosti mesta.
Oživitev Thatte je bila kratka, saj se je reka Ind v drugi polovici 16. stoletja zamuljila, svojo smer je premaknila proti vzhodu in privedla do opustitve mesta kot morskega pristanišča. Kljub opustitvi mestnih pristaniških funkcij so hindujski trgovci še naprej igrali pomembno vlogo v trgovini in začeli uporabljati svoje lastne ladje, namesto da bi se zanašali na evropske ladje za trgovino. Trgovci so bili še posebej dejavni v regiji okrog Maskata v današnjem Omanu in člani Thattine kaste Bhatia so v tem obdobju ustanovili prvi hindujski tempelj v Maskatu. Sind je ostal pomembno gospodarsko središče tudi v tem obdobju, Thatta pa je ostala največje gospodarsko središče Sinda in njegovo največje središče za proizvodnjo tekstila.

### Kalhora
Dinastija Kalhora je začela pridobivati vpliv kot dinastija fevdalcev v zgornjem Sindu, kjer so vladali od sredine 16. stoletja. Sčasoma so leta 1736 pod svoj nadzor postavili Thatto in Sind razdelili na dve particiji, Zgornji Sind (prestolnica Šikarpur) in Spodnji Sind, nakar so prestolnico Spodnjega Sinda preselili v Thatto iz Sivistana, preden so jo leta 1789 nazadnje preselili v Hiderabad. Britanska tovarna je bila tam ustanovljena leta 1758, vendar je trajala le nekaj let. Sredi 18. stoletja je pomen Thatte kot trgovskega središča še naprej upadal, saj se je večina mestnih trgovskih razredov preselila v Nerunkot v severnem Sindu ali v Gudžarat.

### Talpur
Leta 1739 pa je bila po bitki pri Karnalu mogulska provinca Sind v celoti predana Nadir Šahu iz dinastije Afšaridov, po katerem je Thatta zanemarjena, saj se je tudi reka Ind začela muljiti. Mesto je nato prišlo pod oblast dinastije Talpur, ki je Sind razdelila na tri enote Khairpur, Haiderabad, Mirpurkhas in prevzela Thatto od Kalhorov. Drugi britanski comptoir je bil ustanovljen v obdobju Kalhorov leta 1758, in je deloval do leta 1775. V zgodnjem 19. stoletju se je Thatta zmanjšala na približno 20.000 prebivalcev, z visokih 200.000 stoletje pred tem.

### Britanska oblast
Vladavina Talpurja se je končala leta 1843 na bojišču pri Mianiju, ko je general Charles James Napier zavzel Sind za Britanski imperij in preselil glavno mesto Sinda iz Hiderabada v Karači. Leta 1847 je Thatta upravljala kot del predsedstva Bombaja. Leta 1920 je bilo ocenjeno prebivalstvo mesta 10.800.

### Danes
Po osamosvojitvi Pakistana se je večina mestnega hindujskega prebivalstva, tako kot večina Sinda preselila v Indijo, Thatta ni izkusila obsežnih nemirov, ki so se zgodili v Pandžabu in Bengalu. Skupno je bilo med letoma 1947 in 1948 v celotnem Sindu ubitih manj kot 500 hindujcev, saj so se sindi muslimani večinoma upirali pozivom, naj se obrnejo proti svojim hindujskim sosedom. Hindujci niso množično pobegnili iz Thatte, dokler v Karačiju 6. januarja 1948 niso izbruhnili nemiri, ki so zasejali strah med hindujci Sinda.
V 1970-ih pod vladavino Zulfikarja Ali Bhutta so spomenike Thatte obnovili in nekaj industrije preselili v Thatto.

## Geografija
Thatta leži nekaj kilometrov zahodno od Inda na nadmorski višini okoli 10 m, dobrih 100 km vzhodno od Karačija in prav toliko jugozahodno od Hiderabada v istoimenskem okrožju. Dolvodno proti jugozahodu se približno 100 km dolga cesta odcepi do vasi Keti Bandar v širokem somornem vodnem območju delte estuarija. V času osvajalnih pohodov Aleksandra Velikega leta 325 pr. n. št., ko je reka v 1. stoletju pred našim štetjem dosegla izliv Inda, je bilo mesto današnje Thatte še vedno ob morju. Vsakoletne poplave so prinesle rodovitno prst z usedlinami v vodi in potisnile približno 200 km široko delto reke v morje. V začetku 18. stoletja se je struga reke premaknila s približno dveh kilometrov zahodno od mesta nekaj kilometrov proti vzhodu, kar je bil eden od razlogov za upad Thatte. Ime morda izhaja iz sanskrta Tatastha, »na bregu reke«.
Za vegetacijo v Thatti so značilni mangrovi gozdovi v obalni regiji, drugod pa tropsko trnato grmičevje.
Podnebje v južnem delu Sinda je subtropsko z vročimi poletji, ki med majem in avgustom dosežejo 45 °C, in hladnejšimi zimami z največ 27 °C. Brez umetnega namakanja bi bilo območje polpuščava. 15 kilometrov zahodneje in kilometer stran od ceste proti Karačiju je jezero Haleji, veliko zatočišče za vodne ptice, krokodile in zbiralnik vode za Karači, ki - tako kot celotna regija - trpi zaradi pomanjkanja sveže vode. Jezero Keendžihar, ki je 24 km severno proti Hiderabadu, je največje sladkovodno jezero v državi in pakistanskim turistom ponuja možnosti za opazovanje ptic.
Za Thatto so značilne tradicionalne večnadstropne hiše, izdelane iz lesenih okvirjev, napolnjenih z opekami iz blata in katerih vetrni stolpi (Bādgir ali Mangh), ki štrlijo nad ravnimi strehami, so vidni že od daleč. Ti lahko tudi usmerijo hladnejši veter v nižja nadstropja ali sprostijo topel zrak zunaj. V nasprotju z bolj dovršenimi vetrnimi stolpi v južnem Iranu, ki imajo simetrične odprtine na štirih straneh, v Sindu zadostujejo enostavnejše konstrukcije s poševno streho in samo eno odprtino v smeri prevladujoče smeri jugozahodnega vetra.

### Ekologija in kmetijstvo
Že v srednjem veku, ko je Ind tekel mimo mesta na zahodu pri hribu Makli, so do mesta vodili namakalni kanali. Kljub vročini in suhem območju lahko riž gojijo na letnih poplavnih ravnicah Inda in na umetno namakanih poljih. Na tem območju uspevajo tudi sladkorni trs, pšenica in bombaž. Gradnja jezov v Pandžabu od leta 1932 in v Sindu od leta 1947 je zadržala rečni sediment. Namakalni kanali vzdolž celotnega Inda omogočajo le zmanjšano količino vode, ki doseže Sind. Oboje vpliva na pogrezanje delte Inda, kar vodi do prodiranja morske vode v notranjost in somornice v kanalih. Posledice namakanja polj prek kanalov, ki so ga v 1960-ih hvalili kot »zeleno revolucijo«, so vse večje zasoljevanje tal, saj zaradi visoke podtalnice voda ne odteka, ampak izhlapeva. Odtok levega brega iz Thatte v morje, ki ga je v 1980-ih financirala Svetovna banka, se je izkazal za kontraproduktivnega. Od takrat je morski vodi omogočil, da prodre še dlje v državo in prispeva k zasoljevanju. Obalni pas južno od Thatte, širok 35 kilometrov, bo morda treba opustiti v naslednjih nekaj letih, glede na študijo iz leta 2005, ki jo je izvedel Pakistan Fisherfolk Forum. Projekt ponovne naselitve, predstavljen leta 2009, naj bi zagotovil 500 ekološko zgrajenih stanovanjskih enot za revne ribiške družine. Kljub temu so ob Indu načrtovani nadaljnji kontroverzni projekti jezov.
Avgusta 2010 je poplava povzročila več odpovedi jezov na Indu in poplave številnih vasi na območju Thatta. Velik delež od 300.000 prebivalcev na območju Thatta je zapustil območje. Samo mesto je bilo obvarovano pred poplavami.